# Амофа, Джамал
Джамал Амофа (нидерл. Jamal Amofa; род. 25 ноября 1998, Амстердам) — нидерландский футболист, защитник клуба «Камбюр».

## Клубная карьера
Амофа — воспитанник клубов «Бейлмер», «Зебюргия», АФК, АЗ, «Херенвен» и АДО Ден Хааг. 13 сентября 2020 года в матче против дублёров «Хераклеса» он дебютировал в Эредивизи в составе последних. По итогам сезона клуб вылетел в Эрстедивизи, но игрок остался в команде. Летом 2022 года Амофа перешёл в «Гоу Эхед Иглз». подписав контракт на 3 года. 7 августа в матче против АЗ он дебютировал за новую команду.
3 февраля 2025 года перешёл в болгарский «Ботев» из Пловдива.
Летом 2025 года перешёл в «Камбюр», подписав двухлетний контракт до середины 2027 года.